# Sojayoghurt

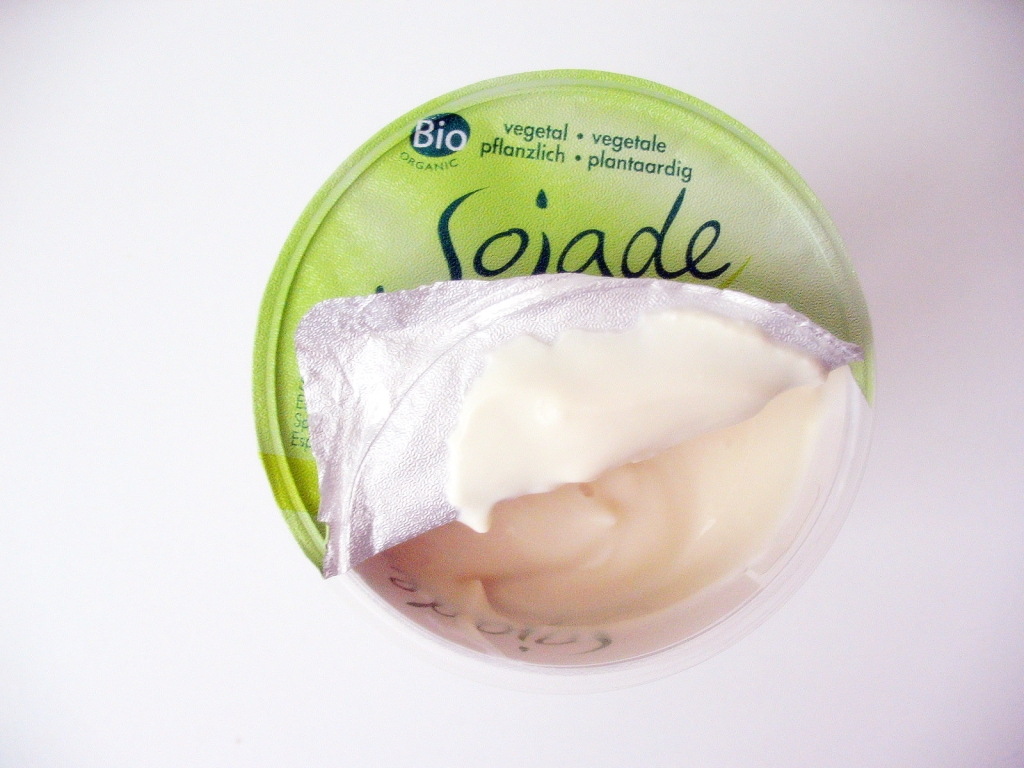
Sojayoghurt

Sojayoghurt is een plantaardige yoghurt gemaakt op basis van gefermenteerde sojamelk. Door het ontbreken van dierlijke melk is het geschikt voor mensen met lactose-intolerantie en voor veganisten, die geen zuivel nuttigen.
In 2012 oordeelde de rechtbank in Breda dat de term "yoghurt" niet meer gebruikt mag worden bij sojaproducten omdat anders mensen ten onrechte zouden kunnen denken dat het gaat om een zuivelproduct.